# Иван Аксаков
Иван Сергејевич Аксаков (26. септембар 1823, Надеждино, Белебејевски округ, Оренбуршка губернија, Руско царство) је руски публициста, песник, јавна личност, један од вођа словенофилског покрета.

## Биографија
Рођен је 8. октобра  у селу Надеждино (Куроједово) Белебејевског округа Оренбуршке губерније (данас Белебејевски округ Башкирије ). Трећи је син писца Сергеја Тимофејевича Аксакова. Три године након његовог рођења, породица се преселила у Москву. Основно образовање стекао код куће; познато је да је са 10 година већ читао новине. Даље школовање стекао је у Санкт Петербургу, на тада тек основаној Правној школи (1836—1842).
Године 1842. Аксаков се вратио у Москву и 18. јуна, у чину титуларног саветника, преузео место помоћника секретара у другом одељењу 6. кривичног одељења Сената. Израз осећања и недоумица које су узбуркале младог чиновника при првим корацима на службеном пољу било је његово прво веће дело у стиховима: „Живот чиновника, мистерија у 3 чина“. Године 1844. именован је за члана ревизијске комисије у Астрахану под командом кнеза Гагарина. Један од његових бивших другова у ревизијској комисији, баронБулер, приметио је  да је „радио по 16 сати дневно, стално писао, читао, распитивао се у Законику, а тек по завршетку службеног посла, као да за опуштање и забаву, узета је за поезију. На предлог кнеза П. П. Гагарина додељен му је колегијални асесор и јула 1845. постављен је на место заменика председника Калушке кривичне коморе; маја 1847. враћен је у московски Сенат као главни секретар, прво 2., а после 5 месеци - 1. огранка 6. одељења.
Године 1848. постављен је за службеника за посебне задатке под командом грофа Перовског у Министарству унутрашњих послова и послат са ревизијом у Бесарабију; поверена му је и посебна тајна ствар - проучавање верских секти. У Санкт Петербург се вратио почетком 1849. године, а 17. марта је ухапшен и одведен у штаб жандармског корпуса. Разлог хапшења Аксакова није саопштен; понуђена су му питања о словенофилству о његовим политичким ставовима итд. Можда је повод за хапшење било огорчење изражено у писму његовом оцу поводом хапшења Самарина. Пошто је прочитао Аксаковљеве одговоре, цар Николај Први је писао грофу А. Ф. Орлову: „Позови, читај, уразуми и пусти“; 22. марта 1849. Аксаков је пуштен, али је остављен под надзором тајне полиције.
У мају 1849. послат је у Јарославску губернију да ревидира градске управе и расправља о питању заједничке вере, чијем се увођењу противио јарославски архиепископ Јевгеније, као и да проучава, као део посебне комисије под командом г. Гроф Стенбок, секта тркача или луталица. Аксаков се сложио са архиепископом: „Али ја сам против цркве исте вере – одлучно, за локални раскол“, написао је у писму својим рођацима 16. јула 1849. године.
Аксаков је озбиљно схватао наређења, а извештаји његовим претпостављенима одликовали су се подједнако истинитошћу колико и елеганцијом излагања. У ревизионим радовима Аксаков је показао изузетну енергију и брзину, откривши многе важне злоупотребе; проучавајући раскол прикупио је доста материјала за дело „О тркачима”. У штампи се појавило само последње поглавље овог дела, посебно по карактеризацији разлога за настанак секте. У Јарослављу, Аксаков се зближио са локалном интелигенцијом, посетио је њене састанке са песникињом Жадовском. Године 1888. објављена су његова писма која карактеришу овдашње становнике.
У фебруару 1851. године министар унутрашњих послова, гроф Л. А. Перовски, указао му је да је непристојно да се човек бави поезијом, уз поверење владе. Аксаков је, као одговор, поднео оставку (са чином дворског саветника) и отишао у Москву, где је у то време формиран круг словенофила, који је предузео издавање Московског зборника. Уредник 1. тома, објављеног 1852. године, био је Иван Сергејевич Аксаков. Међутим, други том збирке и сама публикација забрањени су у марту 1853. године, а Аксаков је подвргнут полицијском надзору и лишен права да се бави уређивачким активностима. Након тога уследио је значајан прекид у његовој књижевној делатности, током којег се упознао са животом народа. Аксаков је тражио да путује око света на ратном броду, али је одбијен. Затим је 1853. прихватио предлог Географског друштва да опише трговину на украјинским сајмовима . Крајем 1853. Аксаков је отишао у Малу Русију и тамо провео наредну годину. Резултат овог путовања било је опсежно „Истраживање о трговини на украјинским сајмовима“ (1859). Наишла је на једногласне похвале и награђена је почасним наградама: Географско друштво, које је о свом трошку објавило студију, доделило је Константинову медаљу, а Академија наука - половинуДемидовске награде.
Вративши се из Мале Русије у Москву на врхунцу Кримског рата, Аксаков је 1855. године ступио у милицију, у Серпуховски одред, који је био под командом кнеза Гагарина и стигао само до Бесарабије. На прве вести о миру, марта 1856. године, Аксаков се вратио у Москву, али је у мају исте године поново отишао на југ, на Крим, на позив кнеза Василчикова да учествује у истражној комисији о случају злоупотреба. генерал интендант Затлер за време рата. У децембру 1856. године враћа се у Москву.
У марту 1857. представио је свој статистички рад Географском друштву и отишао у иностранство, где је упознао  Херцена, поставши један од његових тајних дописника пет година. Године 1858. постао је неизречени уредник руског разговорног часописа ; објавио трећи и четврти том часописа за 1858. годину. Истовремено му је скинута забрана да буде уредник, а он је 1859. године преузео издавање недељника Парус. По замисли издавача, „Једро“ је требало да послужи као централни орган словенске мисли. Међутим, објављивање је прекинуто из политичких разлога након изласка само прва два јануарска броја. Заменивши „Једро“, „Пароброд“ није могао да задовољи Аксакова, и он се вратио „Руском разговору“, издавши шест књига 1859. године.
Целу 1860. годину, пратећи свог болесног брата Константина, Аксаков је провео на путовању у иностранству, углавном по словенским земљама; лично упознао са истакнутим политичким и књижевним личностима западних и јужних Словена. Средином 1861. вратио се у Москву и добио дозволу за издавање недељника Дан. Новине су биле дозвољене без политичке рубрике и под условом да цензори имају посебан надзор над овом публикацијом. Дан је почео да се појављује крајем 1861. године уз учешће истог словенофилског круга и одмах је заузео истакнуто место, имајући у првим годинама до четири хиљаде претплатника, што је тада било веома значајно. Један од главних разлога успеха лежао је у новинарском таленту уредника-издавача, који је ауторитативно расправљао о словенском питању и питањима везаним за крупне реформе – сељачке, судске, земске, као и о пољском питању . Ово је био један од најпрометнијих периода у делатности Аксакова: у то време иза њега се учврстила слава пророка словенофилства; његово име је постало политички барјак. Објављивање Дана је прошло прилично добро, са изузетком једне привремене смене Аксакова са места уредника 1862. јер је одбио да цензури открије име аутора једне преписке.
Догодило се 12. јануара 1866. венчање Аксакова са ћерком песника Тјутчева Аном Фјодоровном Тјутчевом. Венчање је одржано у цркви Светог Ђорђа у Кудрину у Москви.
1. јануара 1867. Аксаков је почео да издаје нове дневне новине Москва. Излазио је до 21. октобра 1868. године, а за ово кратко време био је подвргнут неколико опомена и три обуставе – од 22 месеца постојања, лист је излазио само мање од девет месеци. Током друге суспензије, замењен је листом Москвич, који се од Москве разликовао само по наслову, иако је излазио под номиналним уредништвом друге особе. Главни разлози за административни прогон „Москве” били су њени чланци против генерала Потапова, који је тада владао Северозападном територијом, као и чланци против тадашњег поретка на Балтичкој територији. Током последње суспензије Москве, на шест месеци, тадашњи министар унутрашњих послова Тимашев ушао је у Сенат са извештајем о потреби потпуног обустављања издања Москве. Аксакову је одузето право да издаје било које новине, а ова забрана га је носила 12 година.
Крајем 1860-их, његове активности су биле концентрисане, с једне стране, у Московском словенском комитету; с друге стране, учествовао је у активностима Другог московског друштва узајамног кредитирања, у коме је Аксаков био председник управе 1878-1886. Ова година се поклопила са појавом његовог биографског есеја „Ф. И. Тјутчев". Од 1872. до 1874. године био је председник Друштва љубитеља руске књижевности.
У Словенском комитету, основаном 1858. године, Иван је био први, за живота Погодина, секретар, а после његове смрти - председник (1875—1878); у ово време постао је гласноговорник словенских симпатија руског друштва. Његову кандидатуру су чак предложиле и неке бугарске изборне комисије за бугарски престо. Након што је 22. јуна 1878. године одржао свој чувени говор у Словенском комитету поводом Берлинског конгреса, који је осудио руске дипломате, Аксаков бива протеран из Москве, те проводи неко време у селу Варварино, у Јурјевском округу, у Владимирској губернији, а Словенски комитет у Москви након тога је затворен.
У децембру 1878. Аксаков се вратио у Москву, али је започео јавну делатност, међутим, тек крајем 1880. године, када је, захваљујући грофу М. Т. Лорис-Меликову, добио дозволу за издавање недељника „Рус“. Лист је почео да излази 15. новембра 1880. године и постојао је до дана смрти И. С. Аксакова, са шестомесечном паузом 1885. године, због болести уредника. Године 1883. „Рус” је претворена у двонедељно издање, а две године се појавила у овом преображеном облику. 1885. Аксаков се вратио првобитном облику недељника. Међу својим главним занимањима, Аксаков је неколико година нашао времена да буде заменик председника у једном православном мисионарском друштву, члан Московске градске думе (1877—1880); 1879-1882 је биран у Московско берзанско друштво.
У пролеће 1885. године, психички и физички уморан, Иван Сергејевич је обуставио издавање и проводи неколико месеци на Криму, где се одмарао, али имао је срчану болест, од које је преминуо 27 јануара у Москви. Сахрањен је у Сергијевом Посаду, на територији Свете Тројице Сергијеве лавре, у близини Успенског сабора.
Радове Аксакова објавила је његова супруга у седам томова. Поред тога, објављена су два тома његове преписке и збирка песама.

## Политичко схватање
Словенофил, „истинито истинит” мислилац, Аксаков је у својим погледима комбиновао монархизам са критиком државне власти, тврдећи да је „држава неопходна, али у њу не треба веровати као у једини циљ и потпуну норму човечанства”. Јавни и лични идеал човечанства стоји изнад сваке државе, као што савест и унутрашња истина стоје изнад закона и спољашње истине“ .

## Стваралаштво
Од 1842. И. С. Аксаков је писао поезију, од којих су многе објављене у Московској збирци 1846. године, 1847. године и 1852. године у Руском разговору (1856—1860) и у новинама Парус. Године 1886. објављена је посебна збирка - у виду додатка новинама "Рус". Поред тога, његове песме су објављене као додатак оба тома његове преписке.
Његова прва објављена песма била је „Колумбо“, која је стављена на број 1 „Москвитјанина“ за 1845. годину. Године 1848. написана је његова најбоља песма Скитница, која није завршена; изводи из ње објављени су у „Московском зборнику” из 1852. године и у броју 10 „Једра” за 1859. годину.
Године 1857. у Лондону, у часопису " Поларној звезди", без Ивановог знања, штампане су његове "Судске сцене, или данашњи дан кривичног већа".
- Истраживање трговине на украјинским сајмовима. // Зборник радова Царског руског географског друштва. - Санкт Петербург, 1858. С. 1-49.

Штампана су појединачна издања:
- {{cite web|author= |url=https://web.archive.org/web/20161111192824/https://viewer.rusneb.ru/ru/rsl01003573398?page=1 |title=Истраживање трговине на украјинским сајмовима / [Зборник |date= |website= |publisher= |access-date=}} И. Аксакова, др. Имп. Рус. геогр. острва. - Санкт Петербург : вид. Имп. Акад. науке, 1858. - [10], 384, ИВ стр.: таб.]
- Федор Иванович Тјучев: (Биографска скица) / [Зборник] И. С. Аксаков. - Москва: тип. В. Гаутхиер, 1874. - 406 стб.
- Иван Сергејевич Аксаков, његове необјављене песме: [1841]-1844: Астрахан / Сообсхцх. Барон Ф. А. Булер. - [Санкт Петербург]: тип. В. С. Баласхева, квалификација. 1886. - 16 п.
- Збирка песама И. С. Аксакова († 27. јануара 1886): Са портрета. ед. — 2. изд., без измене. - Москва: тип. М. Г. Волчанинова, (бивша М. Н. Лаврова), 1886. - [4], 180 стр.
- Извођење радова. - М., 1886-1887. Т. 1-7. ( 1. том, 2. том[мртва веза] (веза недоступна) , свеска 3[мртва веза] (веза недоступна) , свеска 4[мртва веза] (веза недоступна) , свеска 5[мртва веза] (веза недоступна) , том 6[мртва веза] (веза недоступна) , „свеска 7”. )
- Иван Аксаков у својим писмима. - М. 1888-1896. ( „Део 1. Том 1”., „Део 1. Том 2”., „Том 3”., Део 2. Том 4[мртва веза] (веза недоступна) )
- О јеврејском питању / Иван Сергејевич Аксаков; Ед. [и предговор] Е. де Витте. - Почајев: тип. Поцхаево-Успен. Лавра, 1911. - 57 стр.
- Песме и песме. Ентер. чланак А.Г. Дементјева и Е.С. Калмановског. „Библиотека песника“, Велика серија. Л., 1960.
- Зашто је тако тешко живети у Русији? - М.: "Руска политичка енциклопедија" (РОССПЕН), 2002. - 1008 стр.
- Аксаков И.С. Наш банер је руска националност / Компилација и коментари С. Лебедева / Ед. ед. О. Платонов. - М.: Институт руске цивилизације, 2008. - 640 с. — ИСБН 978-5-902725-13-8

## Линкови
- Архивирано на веб-сајту  (3. децембар 2020) Спомен кућа-музеј Сергеја Тимофејевича Аксакова
- Аутобиографија на сајту Хронос
- Кратка биографија